# Fabio Andolfi
Fabio Andolfi (Savona, 27 maggio 1993) è un pilota di rally italiano.

## Carriera
È nato in una famiglia con forte passione per i motori, essendo il figlio di Fabrizio Andolfi sr. (pilota di rally) e Patrizia Romano (copilota).
Inizia a correre nei rally nel 2012, mentre dal 2017 al 2019 corre nel WRC-2 come pilota dell'ACI Team Italia.

## Vittorie nel mondiale rally

### WRC-3
| Nº | Anno | Rally              | Copilota      | Vettura        | Squadra         |
| -- | ---- | ------------------ | ------------- | -------------- | --------------- |
| 1  | 2016 | Rally di Sardegna  | Manuel Fenoli | Peugeot 208 R2 | ACI Team Italia |
| 2  | 2016 | Rally di Catalogna | Manuel Fenoli | Peugeot 208 R2 | ACI Team Italia |

### WRC-2
| Nº | Anno | Rally         | Copilota         | Vettura        |
| -- | ---- | ------------- | ---------------- | -------------- |
| 1  | 2019 | Tour de Corse | Simone Scattolin | Škoda Fabia R5 |

## Risultati nel mondiale rally

### WRC
| 2015 | Scuderia        | Vettura        |  |  |  |  |    |    |    |     |  |  |  |    |    |  |  |  | Punti | Pos. |
| ---- | --------------- | -------------- |  |  |  |  | -- | -- | -- | --- |  |  |  | -- | -- |  |  |  | ----- | ---- |
| 2015 | ACI Team Italia | Peugeot 208 R2 |  |  |  |  | 47 | 38 | 36 | Rit |  |  |  | 20 | 26 |  |  |  | 0     |      |

| 2016 | Scuderia        | Vettura                       |    |  |  |  |    |    |  |    |    |  |    |    |  |  |  |  | Punti | Pos. |
| ---- | --------------- | ----------------------------- | -- |  |  |  | -- | -- |  | -- | -- |  | -- | -- |  |  |  |  | ----- | ---- |
| 2016 | ACI Team Italia | Peugeot 208 R2 Hyundai i20 R5 | 23 |  |  |  | 28 | 20 |  | 50 | 22 |  | 18 | 16 |  |  |  |  | 0     |      |

| 2017 | Scuderia        | Vettura                             |     |  |  |  |  |    |    |    |     |  |    |    |  |  |  |  | Punti | Pos. |
| ---- | --------------- | ----------------------------------- | --- |  |  |  |  | -- | -- | -- | --- |  | -- | -- |  |  |  |  | ----- | ---- |
| 2017 | ACI Team Italia | Abarth 124 Rally RGT Hyundai i20 R5 | Rit |  |  |  |  | 35 | NP | 23 | Rit |  | 43 | 24 |  |  |  |  | 0     |      |

| 2018 | Scuderia        | Vettura        |  |  |  |    |  |    |    |    |    |  |    |    |  |  |  |  | Punti | Pos. |
| ---- | --------------- | -------------- |  |  |  | -- |  | -- | -- | -- | -- |  | -- | -- |  |  |  |  | ----- | ---- |
| 2018 | ACI Team Italia | Škoda Fabia R5 |  |  |  | 11 |  | 30 | 15 | 29 | 11 |  | 16 | 19 |  |  |  |  | 0     |      |

| 2019 | Scuderia | Vettura        |  |  |  |    |  |  |  |    |  |     |    |    |    |  |  |  | Punti | Pos. |
| ---- | -------- | -------------- |  |  |  | -- |  |  |  | -- |  | --- | -- | -- | -- |  |  |  | ----- | ---- |
| 2019 |          | Škoda Fabia R5 |  |  |  | 11 |  |  |  | 37 |  | Rit | 14 | 17 | 18 |  |  |  | 0     |      |

| 2020 | Scuderia | Vettura                              |  |     |  |     |  |     |     |  |  |  |  |  |  |  |  |  | Punti | Pos. |
| ---- | -------- | ------------------------------------ |  | --- |  | --- |  | --- | --- |  |  |  |  |  |  |  |  |  | ----- | ---- |
| 2020 |          | Ford Fiesta R2T19 Ford Fiesta Rally4 |  | Rit |  | Rit |  | Rit | Rit |  |  |  |  |  |  |  |  |  | 0     |      |

| Legenda | 1º posto | 2º posto | 3º posto | A punti | Senza punti | Ritirato | Squalificato | NP=Non partito C=Gara cancellata | Apice=Power stage |

### WRC-2
| 2017 | Scuderia        | Vettura        |  |  |  |  |  |    |    |   |     |  |    |    |  |  |  |  | Punti | Pos. |
| ---- | --------------- | -------------- |  |  |  |  |  | -- | -- | - | --- |  | -- | -- |  |  |  |  | ----- | ---- |
| 2017 | ACI Team Italia | Hyundai i20 R5 |  |  |  |  |  | 13 | NP | 8 | Rit |  | 12 | 10 |  |  |  |  | 5     | 35º  |

| 2018 | Scuderia        | Vettura        |  |  |  |   |  |    |   |   |   |  |   |   |  |  |  |  | Punti | Pos. |
| ---- | --------------- | -------------- |  |  |  | - |  | -- | - | - | - |  | - | - |  |  |  |  | ----- | ---- |
| 2018 | ACI Team Italia | Škoda Fabia R5 |  |  |  | 3 |  | 15 | 4 | 8 | 3 |  | 8 | 8 |  |  |  |  | 54    | 6º   |

| 2019 | Scuderia | Vettura        |  |  |  |   |  |  |  |   |  |     |   |   |   |  |  |  | Punti | Pos. |
| ---- | -------- | -------------- |  |  |  | - |  |  |  | - |  | --- | - | - | - |  |  |  | ----- | ---- |
| 2019 |          | Škoda Fabia R5 |  |  |  | 1 |  |  |  | 7 |  | Rit | 3 | 5 | 6 |  |  |  | 64    | 5º   |

| Legenda | 1º posto | 2º posto | 3º posto | A punti | Senza punti | Ritirato | Squalificato | NP=Non partito C=Gara cancellata | Apice=Power stage |

### WRC-3
| 2015 | Scuderia        | Vettura        |  |  |  |  |    |   |   |     |  |  |  |   |   |  |  |  | Punti | Pos. |
| ---- | --------------- | -------------- |  |  |  |  | -- | - | - | --- |  |  |  | - | - |  |  |  | ----- | ---- |
| 2015 | ACI Team Italia | Peugeot 208 R2 |  |  |  |  | 10 | 3 | 5 | Rit |  |  |  | 3 | 2 |  |  |  | 59    | 5º   |

| 2016 | Scuderia        | Vettura        |   |  |  |  |   |   |  |   |   |  |  |   |  |  |  |  | Punti | Pos. |
| ---- | --------------- | -------------- | - |  |  |  | - | - |  | - | - |  |  | - |  |  |  |  | ----- | ---- |
| 2016 | ACI Team Italia | Peugeot 208 R2 | 3 |  |  |  | 4 | 1 |  | 9 | 4 |  |  | 1 |  |  |  |  | 91    | 3º   |

| Legenda | 1º posto | 2º posto | 3º posto | A punti | Senza punti | Ritirato | Squalificato | NP=Non partito C=Gara cancellata | Apice=Power stage |

### Junior WRC
| 2020 | Scuderia | Vettura                              |  |     |  |     |  |     |     |  |  |  |  |  |  |  |  |  | Punti | Pos. |
| ---- | -------- | ------------------------------------ |  | --- |  | --- |  | --- | --- |  |  |  |  |  |  |  |  |  | ----- | ---- |
| 2020 |          | Ford Fiesta R2T19 Ford Fiesta Rally4 |  | Rit |  | Rit |  | Rit | Rit |  |  |  |  |  |  |  |  |  | 0     |      |

| Legenda | 1º posto | 2º posto | 3º posto | A punti | Senza punti | Ritirato | Squalificato | NP=Non partito C=Gara cancellata | Apice=Power stage |